# Julija Artjomowna Kanakina
Julija Artjomowna Kanakina (russisch Юлия Артёмовна Канакина, englische Transkription Yuliya Artemovna Kanakina, bei der IBSF Yulia Kanakina; * 11. Dezember 1995 in Krasnojarsk) ist eine russische Skeletonpilotin.

## Werdegang
Julija Kanakina begann im Alter von 14 Jahren mit dem Skeletonsport und nahm in der Saison 2011/12 an Juniorenrennen der IBSF teil. Im Winter 2012/13 startete sie erstmals im Europacup, wo sie in allen acht Saisonrennen Ergebnisse zwischen den Plätzen 15 und 18 erreichte. In der Folgesaison fuhr sie bei den ersten fünf Rennen unter die besten fünf und wechselte daraufhin in den höherklassigen Intercontinentalcup, wo ihre beste Saisonplatzierung Rang 8 in Park City war. Bei der Juniorenweltmeisterschaft 2014 belegte sie den 16. Platz. Im Winter 2014/15 nahm Kanakina ebenfalls hauptsächlich am Intercontinentalcup teil und erreichte bei ihren fünf Starts Platzierungen unter den besten sechs, darunter einen dritten Rang in Whistler. Daneben gab sie bei den beiden ersten Saisonrennen ihr Debüt im Weltcup, wo sie die Plätze 18 und 13 belegte. Bei der Junioren-WM 2015 wurde sie Sechste. Sie startete daraufhin auch bei der Weltmeisterschaft in Winterberg, wo sie im Einzel den 22. und mit der Mannschaft Russland II den zehnten und letzten Platz belegte.